# 他們留下的東西
《他們留下的東西》是一部由史蒂芬·金於2003年所著的短篇小說，當時發佈在Transgressions雜誌上，後來於2008年收錄在短篇小說集《日落之後》內。

## 故事簡介
石德利（Scott Staley）是911事件中的倖存者，他因為一次意外而沒有於911當日回到世界貿易中心的辦公室，而他的同事都在事件中喪生。在往後的日子，他在家中發現了原本是他的同事的個人物品，例如太陽眼鏡。他曾經嘗試將這些物品丟棄，結果這些物品又回到他的家中。他知道是他的同事希望他將這些物品送回各人的家中。石德利開始將這些東西送回各人家中，自此這些物品沒有在出現在他眼前。

## 改編作品
這部作品曾經被 Pablo Macho Maysonet IV 改編為短片，由 Shattered Dreams Productions 製作。